# ナリタトップロード
ナリタトップロード (英語: Narita Top Road) は、日本の競走馬・種牡馬。競走成績は中央競馬30戦8勝で菊花賞などに優勝した。主戦騎手は渡辺薫彦。ライバルを追い続けた準主役と評された。
※年齢はすべて現表記にて記載

## 戦績

### デビュー前 - 2歳時（1998年）
ナリタトップロードは、1996年4月4日に北海道沙流郡門別町（現・日高町）の佐々木牧場で生まれ、1998年に栗東の沖芳夫厩舎に入厩した。主戦騎手には沖厩舎所属の渡辺薫彦が選ばれた。
1998年12月5日に阪神芝2000mの新馬戦でデビュー。1番人気に支持されたもののマイネルサクセスにクビ差及ばず2着に敗れたが、12月27日の新馬戦（当時は同じ開催であれば新馬戦に何回でも出走できた）で勝利した。

### 3歳時（1999年）
1999年に入ると、500万以下条件戦の福寿草特別で3番人気に支持されるも3着となったが、次走のGIIIきさらぎ賞では格上挑戦ながら2番人気に支持され、圧倒的1番人気のエイシンキャメロンを破って重賞初制覇を収めた。次の弥生賞でも2番人気に支持され、1番人気アドマイヤベガを抑えて勝利。前年の日本ダービー優勝馬スペシャルウィークと同じローテーションを辿ったこともあり、一躍クラシックの主役の1頭に浮上していった。
しかし皐月賞では、テイエムオペラオーの大外強襲に敗れ、2着には同馬主のオースミブライトが入線し、ナリタトップロードは3着となった。次走の東京優駿（日本ダービー）では僅差で1番人気に推された。レースでは中団待機から直線で早めスパートで抜け出したが、ゴール直前でアドマイヤベガに差され2着に敗れた。

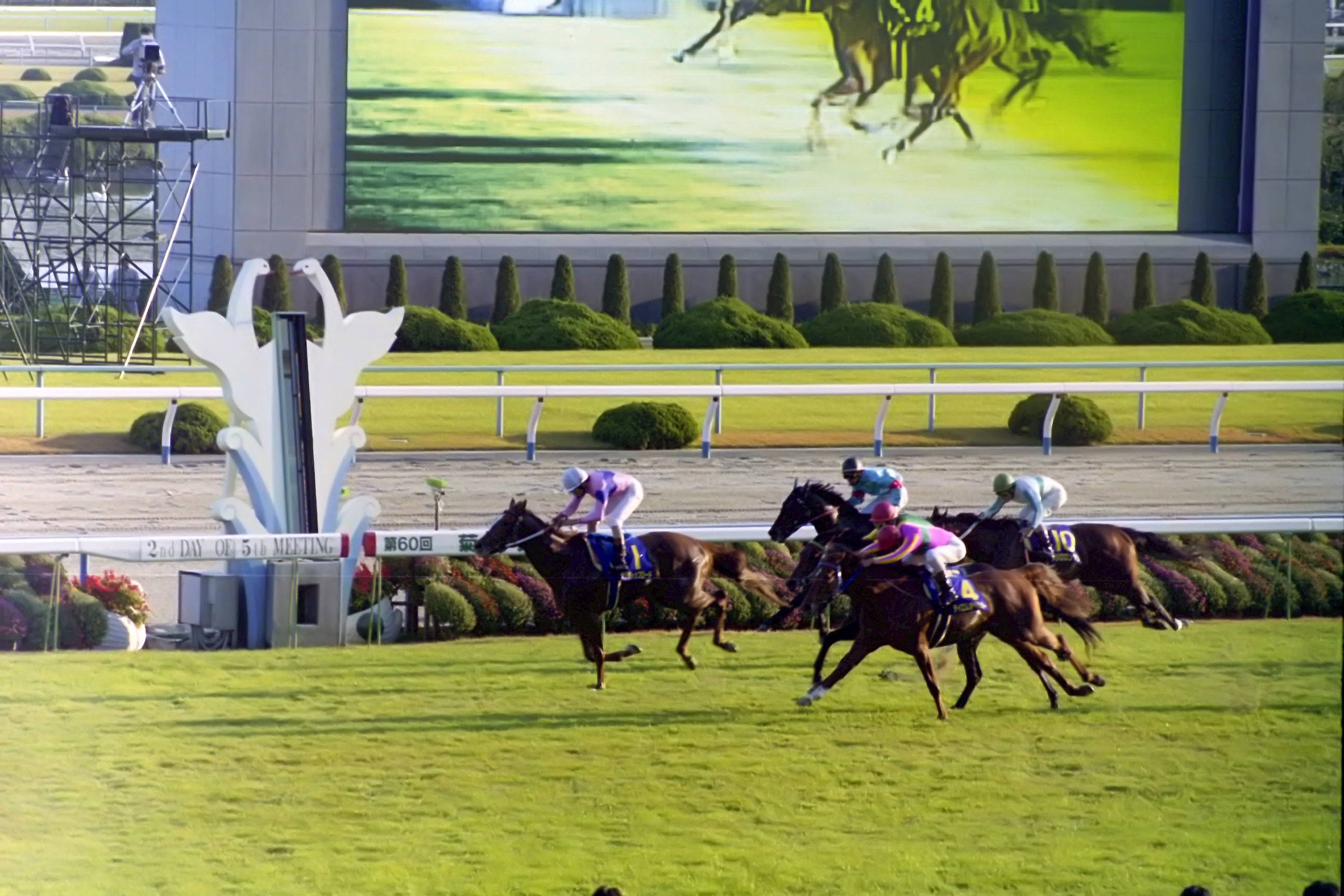
第60回 菊花賞

夏は休養に充てられ、秋の初戦・菊花賞トライアルのGII京都新聞杯に臨んだが、またもアドマイヤベガの2着に敗れた。そして最後の一冠となった菊花賞ではアドマイヤベガ、テイエムオペラオーに続く3番人気に推された。道中4番手を先行し、長く使える脚を上手く生かすため4コーナーで先頭に立つとそこからラストスパートをかけ、テイエムオペラオーの猛追を振り切りGIを奪取した。次走の有馬記念では、4番人気に推されたが、スタートダッシュが効かず7着に敗れ、初めて複勝圏内と掲示板を外すこととなった。

### 4歳時（2000年）
古馬となった2000年は、京都記念でテイエムオペラオーの2着、阪神大賞典と天皇賞（春）は共にテイエムオペラオーとラスカルスズカに続く3着となり、その後休養に入った。秋の京都大賞典では先行するもテイエムオペラオーに交わされる内容で2着、天皇賞（秋）では後方からの競馬で5着に敗れ、好走するも勝つことができないレースが続いた。
次走に予定されていたジャパンカップでは選出に漏れて除外されてしまい、一週間後のステイヤーズステークスに出走することとなった。ステイヤーズステークスでは圧倒的1番人気に支持されるも、直線で伸び切れずホットシークレットの4着に敗れ、渡辺薫彦は調教師と相談してナリタトップロードの鞍上から降りることになった。その後、有馬記念には的場均が騎乗したが9着であった。
テイエムオペラオーが史上初めて古馬中長距離路線のGI競走5戦を含む重賞8戦を無敗で制覇し満票でJRA賞年度代表馬に選ばれたのに対し、ナリタトップロードは年間未勝利となってしまった。

### 5歳時（2001年）
2001年も的場騎乗で京都記念に出走するも、マックロウの3着に敗れ、続く阪神大賞典からは的場が騎手を引退したこともあって渡辺薫彦が鞍上に復帰して出走。このレースでは3分2秒5の芝3000m世界レコードで2着エリモブライアンに8馬身差をつけて圧勝し、菊花賞以来となる勝利を収めた。ナリタトップロードが長距離の前哨戦を快勝したのに対し、テイエムオペラオーは前哨戦の大阪杯で4着に敗れて前年の京都記念から続いていた連勝が8で止まったこと、メイショウドトウは初の3000m以上の競走となることなどから、その後の天皇賞（春）では2つ目のGI制覇が期待されたが、その2頭に敗れて再び3着に終わった。
秋初戦の京都大賞典では最後の直線でステイゴールドに進路を妨害された際に馬体が接触して渡辺が落馬したことにより競走中止。このときナリタトップロードは脚に軽い打撲を負ったため、大事を取って天皇賞（秋）を回避する事態となった。なお、審議の結果ステイゴールドは失格となっている。その後のジャパンカップではジャングルポケットとテイエムオペラオーから0.6秒遅れで3着に入り、初めてメイショウドトウに先着した。しかし、有馬記念ではその年の菊花賞優勝馬マンハッタンカフェの10着と大敗した。なお、この有馬記念でもテイエムオペラオーは5着に入線しており、結局、古馬となってからはテイエムオペラオーに一度も先着することができなかった。

### 6歳時（2002年）
テイエムオペラオー引退後の2002年も現役を続行し、この年も京都記念から始動した。有馬記念での大敗や60kgの斤量を背負うこともあって3番人気に甘んじたが、マチカネキンノホシとの叩き合いを制し勝利する。続く阪神大賞典では前年の年度代表馬ジャングルポケットとの2強を形成したが、レースではそのジャングルポケットらに快勝し、3年ぶりの重賞連勝と同一GII連覇を達成した。
その後は3度目の天皇賞（春）に挑んだ。日本ダービー以来となるGIでの1番人気に支持されたが、最後の直線でマンハッタンカフェを捕らえきれず、ジャングルポケットにも差されてまたも3着に敗れた。宝塚記念には出走登録されず、夏場は休養に充てられた。
秋は主戦騎手の渡辺薫彦が怪我で戦列から離れたため、四位洋文が騎乗することになった。昨年落馬の憂き目に遭った京都大賞典では後のGI馬ツルマルボーイやタップダンスシチーを下し、この年重賞3勝目を挙げる。天皇賞（秋）は2番人気に推されたが、スタート地点直後の泥濘に足を取られたこともあり3歳馬シンボリクリスエスを差しきれず2着に敗れた。続くジャパンカップでも2番人気に支持されるが、見せ場なく10着と大敗した。引退レースとなった有馬記念では渡辺薫彦が鞍上に復帰、苦手とする雨の中での競馬となったが、先行気味にレースを進め、最後の直線でも大外から伸びて1番人気ファインモーションをも交わして4着となった。
2003年の年初、京都競馬場において菊花賞優勝時のゼッケン1番をつけて引退式が行われた。

## 競走成績
| 年月日 | 年月日 | 年月日 | 競馬場 | 競走名        | 格      | 頭 数 | 枠 番 | 馬 番 | オッズ （人気） | 着順 | 騎手     | 斤量 [kg] | 距離（馬場）  | タイム （上り3F） | タイム 差 | 勝ち馬/（2着馬）       |
| 1998.  | 12.    | 5      | 阪神   | 3歳新馬       |         | 11    | 7     | 9     | 02.6（1人）     | 02着 | 渡辺薫彦 | 54        | 芝2000m（稍） | 02.06.2 (35.9)    | -0.0      | マイネルサクセス       |
|        | 12.    | 27     | 阪神   | 3歳新馬       |         | 13    | 8     | 12    | 01.9（1人）     | 01着 | 渡辺薫彦 | 55        | 芝2000m（良） | 02.04.0 (37.0)    | -0.2      | （ミラクルギフト）     |
| 1999.  | 1.     | 10     | 京都   | 福寿草特別    | 500万下 | 15    | 4     | 8     | 04.5（3人）     | 03着 | 渡辺薫彦 | 55        | 芝2000m（良） | 02.02.3 (35.0)    | -0.4      | スリリングサンデー     |
|        | 2.     | 7      | 京都   | きさらぎ賞    | GIII    | 15    | 3     | 5     | 04.6（2人）     | 01着 | 渡辺薫彦 | 55        | 芝1800m（良） | 01.49.1 (35.5)    | -0.0      | （エイシンキャメロン） |
|        | 3.     | 7      | 中山   | 弥生賞        | GII     | 15    | 7     | 12    | 04.0（2人）     | 01着 | 渡辺薫彦 | 55        | 芝2000m（稍） | 02.03.5 (35.3)    | -0.2      | （アドマイヤベガ）     |
|        | 4.     | 18     | 中山   | 皐月賞        | GI      | 17    | 4     | 8     | 03.3（2人）     | 03着 | 渡辺薫彦 | 57        | 芝2000m（良） | 02.00.7 (35.2)    | -0.0      | テイエムオペラオー     |
|        | 6.     | 6      | 東京   | 東京優駿      | GI      | 18    | 6     | 11    | 03.9（1人）     | 02着 | 渡辺薫彦 | 57        | 芝2400m（良） | 02.25.4 (35.0)    | -0.1      | アドマイヤベガ         |
|        | 10.    | 17     | 京都   | 京都新聞杯    | GII     | 18    | 4     | 8     | 02.8（1人）     | 02着 | 渡辺薫彦 | 57        | 芝2200m（良） | 02.12.3 (34.8)    | -0.0      | アドマイヤベガ         |
|        | 11.    | 7      | 京都   | 菊花賞        | GI      | 15    | 1     | 1     | 04.1（3人）     | 01着 | 渡辺薫彦 | 57        | 芝3000m（良） | 03.07.6 (34.0)    | -0.1      | （テイエムオペラオー） |
|        | 12.    | 26     | 中山   | 有馬記念      | GI      | 14    | 1     | 1     | 06.8（4人）     | 07着 | 渡辺薫彦 | 55        | 芝2500m（良） | 02.37.8 (35.9)    | -0.6      | グラスワンダー         |
| 2000.  | 2.     | 20     | 京都   | 京都記念      | GII     | 11    | 7     | 9     | 02.6（2人）     | 02着 | 渡辺薫彦 | 58        | 芝2200m（良） | 02.13.8 (34.4)    | -0.0      | テイエムオペラオー     |
|        | 3.     | 19     | 阪神   | 阪神大賞典    | GII     | 9     | 5     | 5     | 02.9（3人）     | 03着 | 渡辺薫彦 | 58        | 芝3000m（稍） | 03.09.8 (35.6)    | -0.4      | テイエムオペラオー     |
|        | 4.     | 30     | 京都   | 天皇賞（春）  | GI      | 12    | 8     | 11    | 03.5（2人）     | 03着 | 渡辺薫彦 | 58        | 芝3200m（良） | 03.17.8 (34.7)    | -0.2      | テイエムオペラオー     |
|        | 10.    | 8      | 京都   | 京都大賞典    | GII     | 12    | 7     | 10    | 02.6（2人）     | 02着 | 渡辺薫彦 | 59        | 芝2400m（良） | 02.26.0 (33.5)    | -0.0      | テイエムオペラオー     |
|        | 10.    | 29     | 東京   | 天皇賞（秋）  | GI      | 16    | 2     | 3     | 04.9（3人）     | 05着 | 渡辺薫彦 | 58        | 芝2000m（重） | 02.00.5 (35.4)    | -0.9      | テイエムオペラオー     |
|        | 12.    | 2      | 中山   | ステイヤーズS | GII     | 11    | 3     | 3     | 01.3（1人）     | 04着 | 渡辺薫彦 | 59        | 芝3600m（良） | 03.45.9 (36.2)    | -0.3      | ホットシークレット     |
|        | 12.    | 24     | 中山   | 有馬記念      | GI      | 16    | 2     | 4     | 07.6（3人）     | 09着 | 的場均   | 57        | 芝2500m（良） | 02.35.1 (38.0)    | -1.0      | テイエムオペラオー     |
| 2001.  | 2.     | 17     | 京都   | 京都記念      | GII     | 14    | 7     | 11    | 02.3（1人）     | 03着 | 的場均   | 59        | 芝2200m（良） | 02.12.5 (34.6)    | -0.2      | マックロウ             |
|        | 3.     | 18     | 阪神   | 阪神大賞典    | GII     | 12    | 3     | 3     | 02.5（1人）     | 01着 | 渡辺薫彦 | 59        | 芝3000m（良） | R3.02.5 (34.8)    | -1.3      | （エリモブライアン）   |
|        | 4.     | 29     | 京都   | 天皇賞（春）  | GI      | 12    | 8     | 12    | 03.4（2人）     | 03着 | 渡辺薫彦 | 58        | 芝3200m（良） | 03.16.4 (36.0)    | -0.2      | テイエムオペラオー     |
|        | 10.    | 8      | 京都   | 京都大賞典    | GII     | 7     | 4     | 4     | 02.4（2人）     | 中止 | 渡辺薫彦 | 59        | 芝2400m（良） |                   |           | テイエムオペラオー     |
|        | 11.    | 25     | 東京   | ジャパンC     | GI      | 15    | 6     | 10    | 14.4（5人）     | 03着 | 渡辺薫彦 | 57        | 芝2400m（良） | 02.24.4 (35.3)    | -0.6      | ジャングルポケット     |
|        | 12.    | 23     | 中山   | 有馬記念      | GI      | 13    | 4     | 5     | 07.5（4人）     | 10着 | 渡辺薫彦 | 57        | 芝2500m（良） | 02.33.9 (34.6)    | -0.8      | マンハッタンカフェ     |
| 2002.  | 2.     | 16     | 京都   | 京都記念      | GII     | 9     | 8     | 9     | 05.1（3人）     | 01着 | 渡辺薫彦 | 60        | 芝2200m（良） | 02.11.8 (34.3)    | -0.0      | （マチカネキンノホシ） |
|        | 3.     | 17     | 阪神   | 阪神大賞典    | GII     | 9     | 4     | 4     | 01.9（1人）     | 01着 | 渡辺薫彦 | 59        | 芝3000m（良） | 03.07.9 (34.5)    | -0.3      | （ジャングルポケット） |
|        | 4.     | 28     | 京都   | 天皇賞（春）  | GI      | 11    | 5     | 5     | 02.7（1人）     | 03着 | 渡辺薫彦 | 58        | 芝3200m（良） | 03.19.6 (34.3)    | -0.1      | マンハッタンカフェ     |
|        | 10.    | 6      | 京都   | 京都大賞典    | GII     | 8     | 1     | 1     | 01.7（1人）     | 01着 | 四位洋文 | 59        | 芝2400m（良） | 02.23.6 (34.0)    | -0.4      | （ツルマルボーイ）     |
|        | 10.    | 27     | 中山   | 天皇賞（秋）  | GI      | 18    | 1     | 1     | 04.9（2人）     | 02着 | 四位洋文 | 58        | 芝2000m（良） | 01.58.6 (34.1)    | -0.1      | シンボリクリスエス     |
|        | 11.    | 24     | 中山   | ジャパンC     | GI      | 16    | 7     | 13    | 03.9（2人）     | 10着 | 四位洋文 | 57        | 芝2200m（良） | 02.13.1 (36.3)    | -0.9      | ファルブラヴ           |
|        | 12.    | 22     | 中山   | 有馬記念      | GI      | 14    | 7     | 11    | 10.6（4人）     | 04着 | 渡辺薫彦 | 57        | 芝2500m（稍） | 02.33.4 (35.8)    | -0.8      | シンボリクリスエス     |

- タイム欄のRはレコード勝ちを示す。

### 総評
GI勝ちは菊花賞のみであったが、GIIは阪神大賞典連覇をはじめ、弥生賞、京都記念、京都大賞典を勝っており当時の最多記録となる5勝を記録した（のち2006年にバランスオブゲームが更新）。また、天皇賞（春）は3年連続で3着に入り、有馬記念を3連続3着したナイスネイチャに並ぶ珍記録となっている。獲得賞金は僅かに10億円の大台には届かなかったが、引退時の通算獲得賞金順位は前年に引退した同期のメイショウドトウを僅かに上回り歴代6位、山路秀則の所有馬としては単独2位（1位は三冠馬ナリタブライアン）にランクインしている。
勝ちきれない競走が多かったが、常にファンから愛され続けた馬であった。陣営は当初引退レースとして国際GIの香港ヴァーズを予定していたが、ナリタトップロードが同年内にGIを勝っていない馬にもかかわらず有馬記念のファン投票1位に支持されたため、陣営は香港遠征を取りやめ有馬記念を引退レースに選んだ。主戦騎手の渡辺薫彦にとっても初重賞制覇と初GI制覇をもたらした思い入れある馬で、訃報に際して「この馬はかけがえのない存在であったので、大変ショックを受けています」とコメントしている。
なお2013年現在、GI・1勝馬としてはステイゴールドに次ぎ歴代2位の獲得賞金である。

## 種牡馬として
社台スタリオンステーションに種牡馬として繋養された。2005年2月に膀胱結石が見つかるが、種付けを優先させるスタリオンの方針により、種付けシーズン後まで根本治療は見送られた。シーズン後ようやく手術を受けるなど治療を受けていたが、11月7日午前1時に心不全のため、3世代の産駒を残し、奇しくも菊花賞で悲願のGI制覇を成し遂げた6年前と同日に死亡した。
産駒は2006年にデビューし、同年5月10日に札幌競馬場（ホッカイドウ競馬）で行なわれたフレッシュチャレンジ2歳でインパーフェクトが2着に大差をつけて産駒として初勝利をあげた。また、ベッラレイアが2007年4月22日に行われたフローラステークスを制し、中央競馬の初重賞を制覇。続く優駿牝馬では1番人気に推されたが惜しくも2着に敗れた。

### 主な産駒
- 2004年産
  - ベッラレイア（フローラステークス-GII）
  - インパーフェクト（ラベンダー賞）
- 2005年産
  - ニックバイエフオー（園田クイーンセレクション）

### ブルードメアサイアーとしての産駒
- 2016年産
  - ロードブレス（日本テレビ盃-JpnII　父：ダノンバラード）

## 血統表
| ナリタトップロードの血統                        | ナリタトップロードの血統           | ナリタトップロードの血統         | （血統表の出典） | （血統表の出典） |
| 父系                                            | ファイントップ系                   | ファイントップ系                 | ファイントップ系 | [ § 2 ]          |
| 父 サッカーボーイ 1985 栃栗毛                   | 父の父*ディクタス Dictus 1967 栗毛 | Sanctus                          | Fine Top         | Fine Top         |
| 父 サッカーボーイ 1985 栃栗毛                   | 父の父*ディクタス Dictus 1967 栗毛 | Sanctus                          | Sanelta          |                  |
| 父 サッカーボーイ 1985 栃栗毛                   | 父の父*ディクタス Dictus 1967 栗毛 | Doronic                          | Worden           | Worden           |
| 父 サッカーボーイ 1985 栃栗毛                   | 父の父*ディクタス Dictus 1967 栗毛 | Doronic                          | Dulzetta         |                  |
| 父 サッカーボーイ 1985 栃栗毛                   | 父の母ダイナサッシュ 1979 鹿毛     | *ノーザンテースト Northern Taste | Northern Dancer  | Northern Dancer  |
| 父 サッカーボーイ 1985 栃栗毛                   | 父の母ダイナサッシュ 1979 鹿毛     | *ノーザンテースト Northern Taste | Lady Victoria    |                  |
| 父 サッカーボーイ 1985 栃栗毛                   | 父の母ダイナサッシュ 1979 鹿毛     | *ロイヤルサッシュ Royal Sash     | Princely Gift    | Princely Gift    |
| 父 サッカーボーイ 1985 栃栗毛                   | 父の母ダイナサッシュ 1979 鹿毛     | *ロイヤルサッシュ Royal Sash     | Sash of Honour   |                  |
| 母 *フローラルマジック Floral Magic 1985 黒鹿毛 | 母の父Affirmed 1975 栗毛           | Exclusive Native                 | Raise a Native   | Raise a Native   |
| 母 *フローラルマジック Floral Magic 1985 黒鹿毛 | 母の父Affirmed 1975 栗毛           | Exclusive Native                 | Exclusive        |                  |
| 母 *フローラルマジック Floral Magic 1985 黒鹿毛 | 母の父Affirmed 1975 栗毛           | Won't Tell You                   | Crafty Admiral   | Crafty Admiral   |
| 母 *フローラルマジック Floral Magic 1985 黒鹿毛 | 母の父Affirmed 1975 栗毛           | Won't Tell You                   | Scarlet Ribbon   |                  |
| 母 *フローラルマジック Floral Magic 1985 黒鹿毛 | 母の母Rare Lady 1974 黒鹿毛        | Never Bend                       | Nasrullah        | Nasrullah        |
| 母 *フローラルマジック Floral Magic 1985 黒鹿毛 | 母の母Rare Lady 1974 黒鹿毛        | Never Bend                       | Lalun            |                  |
| 母 *フローラルマジック Floral Magic 1985 黒鹿毛 | 母の母Rare Lady 1974 黒鹿毛        | Double Agent                     | Double Jay       | Double Jay       |
| 母 *フローラルマジック Floral Magic 1985 黒鹿毛 | 母の母Rare Lady 1974 黒鹿毛        | Double Agent                     | Conniver F-No.18 |                  |
| 母系(F-No.)                                     | 18号族(FN:18)                      | 18号族(FN:18)                    | 18号族(FN:18)    | [ § 3 ]          |
| 5代内の近親交配                                 | Nasrullah4×5                       | Nasrullah4×5                     | Nasrullah4×5     | [ § 4 ]          |
| 出典                                            | 1. 2. 3. 4.                        | 1. 2. 3. 4.                      | 1. 2. 3. 4.      | 1. 2. 3. 4.      |

### 血統背景
母フローラルマジックは輸入馬で、半兄には全日本3歳優駿を制したホウシュウサルーンが、半姉にはマツリダゴッホの母であるペイパーレイン（父Bel Bolide）が、半妹のフローラルグリーンの仔に富士ステークス勝ちのダノンヨーヨーがいる。